# Стефан Живановић
Стефан Живановић (Београд, 19. фебруар 1989) је српски кошаркаш. Игра на позицији бека.

## Успеси

### Репрезентативни
- Европско првенство до 18 година: 
  -  2007.
- Универзијада: 
  -  2011.
  -  2013.
- Медитеранске игре: 
  -  2013.